# Surface Pressure
«Surface Pressure» —en Hispanoamérica titulada en su propia versión como «En lo profundo/Peso»— es una canción de la película musical animada Encanto de Disney de 2021, con música y letra escrita por Lin-Manuel Miranda. Es interpretada por la actriz estadounidense Jessica Darrow y fue lanzada por Walt Disney Records como parte de la banda sonora de la película el 19 de noviembre de 2021. Es una canción de reguetón que detalla las luchas de Luisa Madrigal, quien tiene el don mágico de la fuerza sobrehumana y, por lo tanto, enfrenta las presiones de ser la hermana mayor confiable. En la versión en español es interpretada por Sugey Torres.

## Antecedentes
«Surface Pressure» es una canción que aparece en la película de comedia de fantasía musical animada por computadora estadounidense de 2021, Encanto, el largometraje número 60 de Walt Disney Animation Studios. Aparece como la tercera pista de la banda sonora de la película, lanzada por Walt Disney Records. La actriz estadounidense Jessica Darrow interpretó la voz de la canción, que fue escrita y producida por el músico estadounidense Lin-Manuel Miranda. En la película, «Surface Pressure» es una canción que se centra en Luisa Madrigal, una de las hermanas mayores de la protagonista principal Mirabel Madrigal.

## Letra y composición
Conocida como «la dama musculosa», Luisa es la siempre complaciente segunda hermana mayor de Mirabel Madrigal, la protagonista de la película. En su mágica familia Madrigal, Mirabel es la ordinaria ya que no tiene superpoderes. A medida que la tercera generación de la familia crece hasta la edad adulta, comienzan a aparecer grietas en las paredes de su casita «encantada», lo que lleva a Mirabel a una misión para descubrir qué está disminuyendo su magia. Ella busca la ayuda de Luisa, que es musculosa y dura y tiene una fuerza sobrehumana. Sin embargo, la pregunta de Mirabel de «qué está mal» se encuentra con un colapso emocional en forma de una pista musical de Luisa que la ve bajar la guardia, admitiendo sus miedos y debilidades. Como su fuerza ya no es su característica principal, las grietas en su dinámica familiar comienzan a mostrarse más. Luisa finalmente se convierte en la primera en perder su regalo, porque ella y su familia, así como la gente del pueblo, la presionan demasiado. Escribiendo para Collider, Sebastian Stoddard dijo que Luisa «es la razón por la que existe el viaje de la película; si no hubiera estado en su posición y hubiera perdido su Don, la familia podría haber tardado mucho más en notar algo malo en su Milagro».
Darrow canta «Surface Pressure» en un contralto «muscular». La canción contiene las «letras típicamente diestras» de Miranda, sobre un ritmo de «tamboreo». En el puente, Luisa sale del agua, preguntándose qué pasaría si «sacudiera el peso aplastante de las expectativas» y tomara un descanso; el ritmo regresa, solo para que ella sea empujada hacia abajo en el mismo «goteo, goteo, goteo» una vez más.
La canción comienza con una serie de proclamaciones: «Soy la fuerte / No estoy nerviosa / Soy tan dura como la corteza de la tierra / Muevo montañas / Muevo iglesias / Y resplandezco porque yo saber cuál es mi valor». Más tarde, Luisa expone su vulnerabilidad: «Debajo de la superficie, me siento enloquecida como un equilibrista en un circo de tres pistas / Debajo de la superficie / ¿Alguna vez Hércules dijo 'Oye, no quiero pelear con Cerberus'? / Debajo de la superficie, estoy bastante segura de que no valgo nada si no puedo ser útil». Esta confesión ilustra cómo, debajo de su fuerte apariencia, siente el peso del mundo sobre sus hombros por las cargas y responsabilidades que lleva como hermana mayor. En un tono «engañosamente frío», canta sobre el «goteo, goteo, goteo que nunca se detendrá», una línea metafórica sobre cómo una última grieta romperá toda la casa [y ella misma] abajo. Sin embargo, Luisa también habla de cómo, a pesar de esforzarse por ayudar a todos, no se cae: «mira cómo se abrocha y se dobla pero nunca se rompe». Ella confiesa: «Estoy bastante segura de que no valgo nada si no puedo ser útil».
Miranda explicó que la canción es un homenaje a su hermana, Luz Miranda-Crespo: «Esa canción es mi carta de amor y disculpa a mi hermana. Observé a mi hermana lidiar con la presión de ser la mayor y llevar cargas que nunca tuve que llevar [...] Puse toda esa angustia y todos esos momentos en Luisa». El director de Encanto, Byron Howard, dijo que la letra de Miranda agregó más profundidad a Luisa: «Ella es un personaje divertido, cómico y amplio, pero tener esta alma arraigada realmente cambió la forma en que la veíamos a medida que avanzaba en el guión». Jared Bush, uno de los directores de la película, explicó por qué era importante para ellos explorar las diferencias en las comunidades modernas, particularmente con un personaje único como Luisa: «Uno de los beneficios de poner una gran familia gigante en la pantalla fue que hay tantos tipos diferentes de personas, ciertamente en esta gran familia de Colombia, donde naturalmente existe esta increíble mezcla entre [comunidades] europeas, indígenas y africanas que se unen como una sola familia». La propia Darrow consideró que la canción era un ejemplo de cómo la música es un escape emocional: «Cuando la lucha se vuelve real, subimos el volumen de la música. A pesar de que algo sucede en el interior, todo está bien en el exterior y te diviertes... Es un viaje que creo que la música de Disney hace [bien]».

## Interpretaciones
Kristy Puchko de Mashable describió a Luisa como un tributo y la llamó «audaz, aficionada, hermosa, con una arrogancia seductora». Puchko la encontró como una «deslumbrante visión de la fuerza femenina» debido a sus habilidades físicas, y respondió que la canción «la hace más desordenada, más complicada, más real y, por lo tanto, una excelente representación de lo que significa ser una hermana mayor. Porque —como expresa Luisa— los dones que nos definen pueden comenzar a sentirse como una trampa. Como si no siempre fuéramos fuertes, les hemos fallado a todos». The Indian Telegraph dijo que la canción es «para todas las hermanas mayores».
Jackson McHenry de Vulture observó cómo Lil-Manuel Miranda ha perfeccionado un talento para escribir sobre el estrés de los triunfadores, haciendo referencia a las canción de Hamilton, «Non-Stop» y «Breathe» de In the Heights. McHenry opinó que la inspiración para «Surface Pressure» probablemente se puede encontrar en las letras de Miranda de las canciones de Bring It On: The Musical, como «What I Was Born to Do» y particularmente «One Perfect Moment», considerado por McHenry. una versión extendida del puente sobre «Surface Pressure».
La canción se convirtió en una representación para algunas mujeres en la aplicación para compartir videos TikTok, mientras visualizaban cómo se relacionan con la lucha apasionada de Luisa. Algunos usuarios incluyen historias sobre las narrativas de llevar el peso emocional de ser una hermana mayor, mientras que otros expresaron cómo la canción los llama por agregar presión a la hermana/hermano mayor.

## Recepción de la crítica
Kristy Puchko de Mashable elogió «Surface Pressure», calificándola de «golpe supremo de una canción», escribiendo además: «Hay muchas canciones encantadoras en Encanto, no hay ninguna que golpee más fuerte que esa ['Surface Pressure']». Sebastián Stoddard de Collider, dijo que la canción «explica la lucha [de ser un hermano mayor] perfectamente. La primera vez que lo escuchas, hay tantas letras que se destacan». Michael Ordoña de Los Angeles Times calificó la canción como una «descripción colorida de las luchas secretas de su carácter sobrenaturalmente fuerte». Después de que la canción entrara en el top 10 de Billboard Hot 100, Jackson McHenry de Vulture dijo: «[...] la emoción clave aquí es que 'Surface Pressure', la mejor canción real de Encanto, está recibiendo la atención que merece. Por fin tenemos una excusa para hablar del mejor miembro de la familia Madrigal». McHenry también señaló que se debe reconocer «que Disney cometió un gran error y decidió presentar solo la canción de amor del segundo acto 'Dos Oruguitas' para la contienda por los premios, ignorando tanto a 'Bruno' como a 'Surface Pressure'». Quinci LeGardye de Marie Claire la calificó como una «canción destacada» y la calificó como «un himno para los perfeccionistas de todo el mundo».

## Desempeño comercial
Para la semana del 8 de enero de 2022, «Surface Pressure» debutó en el número 54 en el Billboard Hot 100 de Estados Unidos; fue la segunda entrada más alta de la semana, solo detrás de la canción de Encanto «We Don't Talk About Bruno». En la lista del 29 de enero, la canción subió al número 10, mientras que «We Don't Talk About Bruno» estaba en el número dos, convirtiendo a Encanto en la primera película de Disney en tener dos entradas entre los diez primeros.
En el Reino Unido, «Surface Pressure» alcanzó el puesto número cinco el 21 de enero de 2022, convirtiéndose en la segunda canción de la película en llegar al top cinco, detrás de «We Don't Talk About Bruno» en el número uno esa misma semana.

## Posicionamiento en listas
| Listas (2022)                         | Mejor posición |
| ------------------------------------- | -------------- |
| Australia (ARIA)                      | 20             |
| Canadá (Canadian Hot 100)             | 16             |
| Estados Unidos (Billboard Hot 100)    | 10             |
| Global 200 (Billboard)                | 13             |
| Irlanda (IRMA)                        | 12             |
| Islandia (Plötutíðindi)               | 9              |
| Nueva Zelanda (Recorded Music NZ)     | 39             |
| Reino Unido (UK Singles Chart)        | 3              |
| Suecia Heatseeker (Sverigetopplistan) | 2              |
| Sudáfrica (RISA)                      | 84             |